# Лука Хамбург
Лука Хамбург је лука на реци Елби, у граду Хамбургу у Немачкој. Географски положај између Северног мора мора и Балтичког мора, као и одличне перформансе лучке индустрије чине луку Хамбург водећим спољнотрговинским чвориштем Немачке. Као највећа немачка вишенаменска лука, од кључног је значаја за европска тржишта у унутрашњости са до 450 милиона потрошача. Хамбург генерише укупну годишњу бруто додату вредност од око 20 милијарди евра и директно и индиректно запошљава више од 260.000 људи. Познат као немачки "Пролаз у свет" то је највећа морска лука у земљи по обиму. Када је реч о протоку ТЕУ-а, Хамбург је трећа најпрометнија лука у Европи (после Ротердама и Антверпена) и 15. у свету. У Хамбургу је 2014. године обрађено 9,73 милиона ТЕУ-а.

## Историја
Лука је отворена 7. маја 1198. године. Тада је Фридрих Барбароса дозволио Хамбуржанима да без царине плове дуж јужне Елбе, све до Северног мора. Наредна прекретница у историји ове луке јесте било приступање Хамбурга Ханзеу 1321. године. Ханзе је био најзначајнија економска лига раног и касног средњег века. Оријентишући своје трговинске активности ка западу, ка Северном мору, Хамбург је заузео посебно место у овом савезу. Град је стекао привилегије у Енглеској и Фландрији, такође оснивајући трговачке филијале у Лондону, Брижу, Амстердаму, на северу и у унутрашњости Немачке.
Пиратерија је била озбиљан проблем, Клаус Стортебекер је био најозлоглашенији и обезглављен је на Грасбрауну 20. октобра 1300. године. У то време није постојала ниједна успостављена немачка поморска сила. Међутим, Хамбуржани су се наоружали против пирата користећи бродове у конвоју, и тиме су успешно поразили пирате. Откриће Америке краје 15. века донело додатни помак у развоју спољнотрговинске размене града Хамбурга, и самим тим и луке Хамбург. Трговачке области на Балтику изгубиле су свој примат, док су земље на ободу Атлантика добиле на значају. Чак и ако је то ишло противно принципима Хансе, Хамбург је стога кренуо у блиске економске односе са страним лукама. 
Алтона у Данској стекла је градска града 1664. године, а средином 18. века доживљава успон и постаје конкуренција луци Хамбург. Наполеоново наметање Континенталне блокаде против Енглеске 1806. навело је неке хамбуршке фирме да се преселе у Алтону у Данској, где је блокада први пут примењена из 1807. Трговина са Америком почела је 1782. године, а први брод који је 1783. године прешао Атлантик био је "Елиз Катрина", који је ишао за Чарлстон и Филаделфију. До 1788. године чак 150 бродова било је регистовано под заставом Хамбурга. Колапс изазван Континенталном блокадом уследио је 1806. Радови на проширењу луке почели су поново тек после ослобођења града 1814. Први пароброд, британска "Језерска дама", појавио се у луци Хамбург 1816.
Године 1862. одлучено је да лука Хамбург буде отворена плимна лука. Јоханес Далман као директор хидрауличног инжењеринга је потом почео са опсежним планирањем реструктирања лучке области. 1866 . године је изградио кеј на обе обале реке Елбе. Хамбург се 1881. године придружио Немачкој царинској унији. Граду је било дозвољено да задржи само једну област у којој се роба у транзиту може складиштити бесцарински. То се састојало од луке са Шпајхештадом. Шпајхештад је највећи магацински комплекс који почива на дрвеним (храстовим) гомилама. 
1913. године, Хамбург је постао град са милион становника, као водећа лука на континенту и трећа по величини на свету, после Лондона и Њујорка. Други светски рат је потом донео озбиљан преокрет: 80 посто лучких објеката је уништено. Реконструкција луке, јако битне за сам град, се одвијала по старом после рата, с обзиром да су хамбуршка економија и њен просперитет увек били уско повезани са развојем луке. 

### Индустријализација
Индустријализација морског саобраћаја почела је 1967, када су кренули да се користе контејнери. Нове транспортне кутије су у почетку у луци Хамбург третиране само  као додатни терет на палуби. Данас је 98 процената општег терета који се рукује контејнерима. Када су 1990. године почеле прве фазе планирања контејнерског терминала Алтенверден, нико није могао ни да замисли колико ће изградња бити пресудна за луку Хамбург. Данас се ово сматра најмоднијом и првим је објектом те врсте који је климатски неутралан. Поред високе просторне ефикасности - важног фактора када је у питању очување ресурса - електрификација игра централну улогу.
С обзиром да се већина великих јединица сада напаја електричном енергијом добијеном из обновљивих извора, њихова емисија CO2 је веома ниска у поређењу са конвенционалним терминалима. До 2022. године сви транспортери контејнера биће електрично контролисани. Од 2003. године највећи урбани пројекат у Европи је почео да се гради између Кевардершпацеа и мостова на Елби - Хафенсити. До 2025. године овде ће бити 7.000 станова и преко 45.000 радних места.
Данас је руковање контејнерима главни теретни сегмент на реци Елбе, са годишњом запремином од приближно 9 милиона ТЕУ. Након што су 2019. године почели радови на Доњој Елби, завршене су две деонице прилагођавања. Од 29. јануара 2020. бродови са додатом ширином брода до 98 метара могу безбедно да прођу један поред другог у такозваној "кутији за сусрет", делу Елбе који је проширен до границе Хамбурга. 

## Бродови

### Хамбуршка мрежа за услуге око света
Око 8000 бродова који иду преко океана стиже у луку Хамбург сваке године. Трговине у Азији су једно од главних тржишта - у 2022. години у Хамбургу се сваке недеље уплови у просеку 20 пуних контејнера из Азије. Поред тога и 33 из Северне Европе, 21 из Африке, 13 из Црвеног мора, 9 из Јужне Америке, као и разне директне везе са другим трговинским путевима, нпр. Индија/Пакистан, Централна Америка/Кариби и Аустралија /Тихи океан.

### Хамбург као чвориште за Северно море и Балтички регион
Важне европске трговине, које углавном служе фидер бродови, су Северно море и балтички регион. Хамбург је главно северноамеричко чвориште за ове услуге. Поред дистрибутивних услуга унутаревропски терет се често превози преко луке Хамбург на путу за Северно море и балтички регион (кратка морска пловидба). Недељно, бројне услуге фидер бродова повезују Хамбург са Скандинавијом, Пољском, Финском, Русијом и Балтичким државама, као и са Великом Британијом, Ирском и Исландом. Хамбург преузима важну улогу у извозу из Немачке и европских суседа.
Због своје позиције на ушћу Канал киел Хамбург је познат као најзастарелија лука Балтичког мора. Канал Киел је знатна предност у локацији за луку Хамбург и немачке луке на Северном мору, које су у конкуренцији лукама које леже даље на западу. Хамбург има предност у дужини руте, нпр. коришћење Канала Киел до Гдањска у Пољској је 437 морских миља за разлику од 874 око северног врха Данске.

## Крстарења
Лука Хамбург је водећи центар за бродове за крстарење. Овде су путнички бродови већ били послати на зимска крстарења од стране Алберта Балина, генералног директора ХАПАГ-а (Немачка међународна компанија за транспорт бродова и контејнера), крајем 19. века. "Принцеза Викторија Луиза" је била први званично поверљиви 'крузер'.
Хамбург је једна од најпопуларнијих дестинација за крстарење у Европи, што је илустровано константним растом броја путника на Елби. Хамбуржани обожавају велике линијаше, док су бродоградитељи одушевљени јединственом атмосфером, поморским догађајима и медијском пажњом. Ниједна друга лука не нуди само ову комбинацију. 
Од 2017. године, Филхармонијска дворана Елбе представља битну атракцију. Врхунска услуга из хамбуршког сектора лука и услуга и јединствена инфраструктура су додатне атракције.